# Nationalmuseum in Krakau

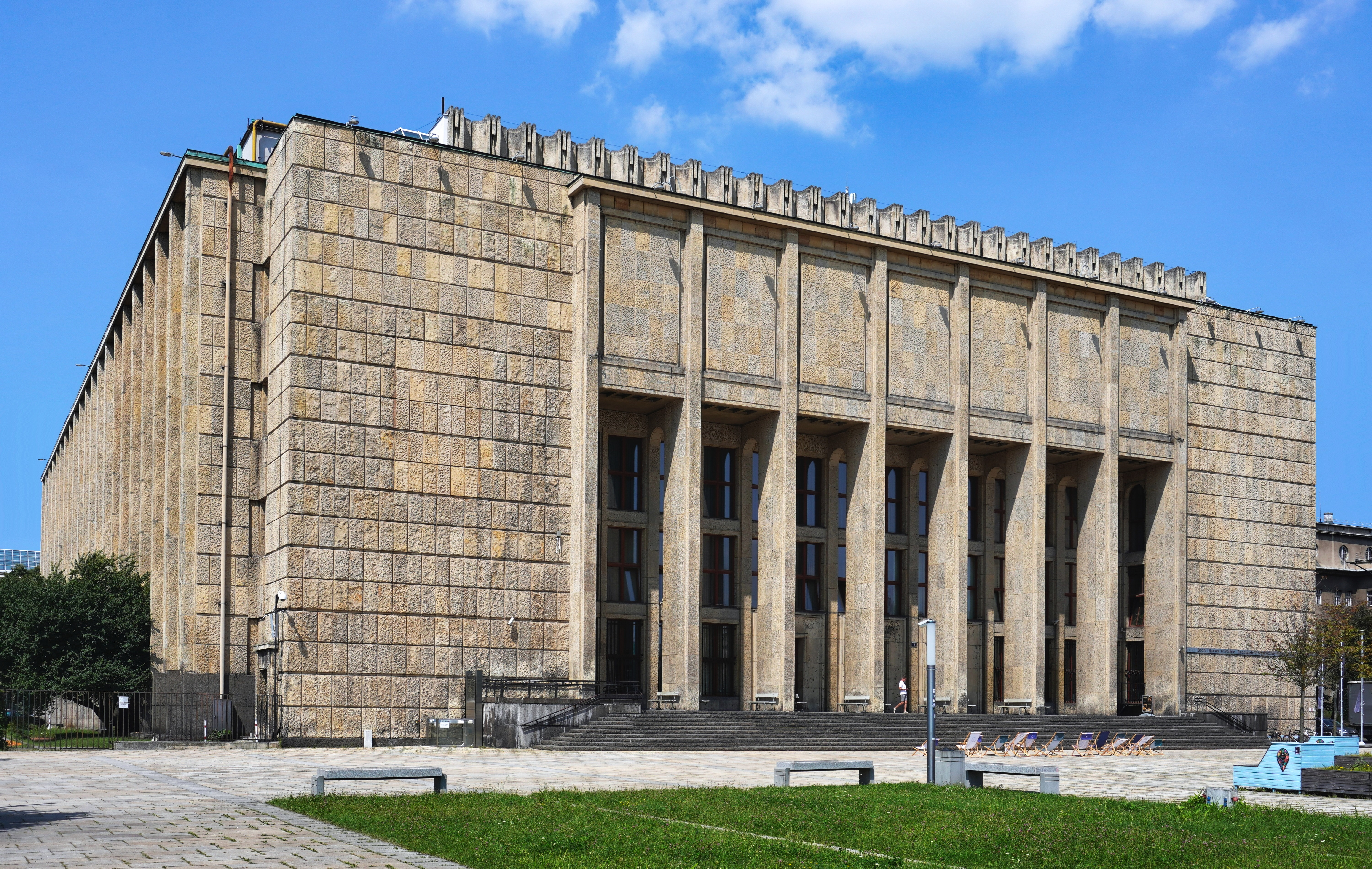
Das Hauptgebäude (2020)

Selbstporträt Anna Bilińska 1887

Das Nationalmuseum in Krakau (polnisch Muzeum Narodowe w Krakowie) wurde kraft des Beschlusses des Rates der Stadt Krakau am 7. Oktober 1879 gegründet.
Am Anfang umfasste das Museum zwei Räume im Obergeschoss der Krakauer Tuchhallen (Sukiennice) in der Mitte des Hauptmarktes. Die Sammlungen des Museums wuchsen dank großzügiger Schenkungen. Sie umfassen Werke der Malerei, Graphik, Bildhauerei, des Kunsthandwerks, sowie eine Münzsammlung. Das Museum erhielt neue Ausstellungsräume in historischen Gebäuden, u. a. in Wohnhäusern verstorbener Krakauer Künstler. 1934 wurde der Bau des neuen, modernen Museumsgebäudes in Czarna Wieś begonnen. Die ersten Räume wurden erst 1970 übergeben, die endgültige Fertigstellung erfolgte 1990.
Das Nationalmuseum betreibt neben dem Hauptgebäude (Aleja 3 Maja 1) mehrere Zweigstellen:
1. Die Galerie der polnischen Kunst in den Tuchhallen (Sukiennice)
2. Das Emmerich-Hutten-Czapski-Museum (ul. Piłsudskiego 10–12)
3. Das Jan-Matejko-Haus (ul. Floriańska 41)
4. Das Stanisław-Wyspiański-Museum (ul. Szczepańska 11)
5. Das Czartoryski-Museum (ul. św. Jana 19)
6. Die Czartoryski-Bibliothek (ul. św. Marka 17)
7. Das Karol-Szymanowski-Museum in Zakopane
8. Das Józef-Mehoffer-Haus (ul. Krupnicza 26)
9. Der Erasmus-Ciołek-Bischofspalast (ul. Kanonicza 17)
10. Europäisches Kulturzentrum "Europeum" (pl. Sikorskiego 6)

## Ausstellungen
- 2012: In-Habitation - Garden City, Gated City. Katalog (pl/en)!